# David Wheater
David James Wheater (* 14. Februar 1987 in Redcar) ist ein englischer Fußballspieler. Der Innenverteidiger, der alternativ auch auf der Außenbahn eingesetzt werden kann, steht aktuell bei Oldham Athletic unter Vertrag.

## Sportlicher Werdegang
Früh fiel der bereits in jungen Jahren groß gewachsene David Wheater durch sein Talent auf der Innenverteidigerposition auf. Er durchlief die Jugendmannschaften des FC Middlesbrough, demonstrierte dabei überdurchschnittliche Führungsqualitäten und zeigte sich beim Einschalten in die Offensive darüber hinaus torgefährlich. Im Jahr 2004 gewann er mit dem Nachwuchs von „Boro“ den FA Youth Cup, erzielte drei Treffer in acht Spielen und besiegte im Finale die Jugendauswahl von Manchester United.
Nach ersten Erfahrungen im Reserveteam ließ auch die A-Mannschaft nicht lange auf sich warten und nach einer ersten Nominierung für ein UEFA-Pokal-Auswärtsspiel gegen Baník Ostrava, stand er im Achtelfinalrückspiel desselben Wettbewerbs gegen Sporting Lissabon erstmals einige Minuten für die Profis auf dem Platz – die 0:1-Niederlage am 17. März 2005 bedeutete schließlich das Ausscheiden. Weitere Erfahrungen sammelte Wheater in der Saison 2005/06, als Trainer Steve McClaren in der Schlussphase häufiger junge Spieler ausprobierte und in die Mannschaft einzubauen versuchte. Zuvor hatte der zentrale Abwehrspieler während eines zweimonatigen Leihgeschäfts im Frühjahr 2006 sieben Ligaspiele für den Drittligisten Doncaster Rovers absolviert.
Zu Beginn der Spielzeit 2006/07 wechselte er erneut auf Leihbasis kurzzeitig zu den Wolverhampton Wanderers, kam aber dort bis zu seiner Rückkehr nach Middlesbrough am 15. November 2006 nur einmal zum Zuge. Nach dem Jahreswechsel bestritt er 15 Viertligapartien für den FC Darlington, bevor ihm auch bei seinem Heimatklub in der Premier League unter dem damaligen Trainer Gareth Southgate der Durchbruch gelang. Seine gute Form in der Vorbereitung zur Saison 2007/08 und die Verletzung von Jonathan Woodgate beförderten ihn in die Stammformation und vor allem sein entscheidendes Tor zum 2:1-Drittrundensieg im FA Cup gegen Bristol City für ein verletzungsbedingt geschwächtes Boro-Team brachte ihm Anerkennung ein. Im Februar 2008 verlängerte er seinen Vertrag bis zum Ablauf der Spielzeit 2010/11.
Nach dem Verkauf von Luke Young an Aston Villa bekleidete Wheater zu Beginn der Saison 2008/09 die ungewohnte Position des rechten Außenverteidigers, kehrte dann aber ins Abwehrzentrum zurück, nachdem sich dort Robert Huth verletzt hatte. Die Leistungen ließen jedoch ebenso nach, wie die seiner Mannschaftskameraden und so musste Wheater am Ende der Spielzeit 2008/09 den Gang in die Zweitklassigkeit antreten.
Am 20. Januar 2011 wechselte David Wheater nach sieben Jahren in Middlesbrough zu den Bolton Wanderers in die Premier League 2010/11 und unterschrieb dort für 3½ Jahre.

## Englische Nationalmannschaft
Wheater vertrat die englischen Jugendauswahlen in mehreren Altersklassen und kam für die U-21-Nachwuchs auf elf Pflichtspiele. Am 20. März 2008 erhielt er von Fabio Capello seine erste provisorische Nominierung für die englische A-Nationalmannschaft, blieb aber bei der Benennung des endgültigen 23-Mann-Kaders noch außen vor. Nach der Verletzung von John Terry war er am 15. Oktober 2008 erstmals Teil des englischen Kaders und war Ersatzspieler in den Partien gegen Frankreich sowie Trinidad und Tobago.

## Erfolge
- FA Youth Cup: 2004